# チャールズ・フェイ

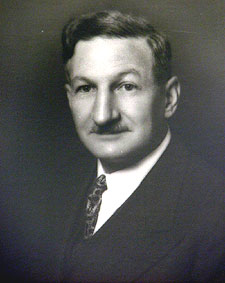
チャールズ・フェイ

チャールズ・フェイ（Charles Fahy, 1892年8月17日 - 1979年9月17日）は、アメリカ合衆国の法律家。アメリカ合衆国訟務長官およびコロンビア特別区巡回区控訴裁判所裁判官を務めた。

## 生涯
1892年8月17日、フェイはジョージア州ロームにおいて、トマス・フェイ (Thomas Fahy) と、サラ・ジョナス (Sarah Jonas) の息子として誕生した。フェイはノートルダム大学で学び、1911年に学士号を取得した。フェイはその後ジョージタウン大学法科大学院に進学し、1914年に法学の学位を取得した。1914年、フェイはコロンビア特別区から弁護士として認可を受けた。
フェイは第一次世界大戦中、合衆国海軍で勤務した。フェイは米英部隊において、海軍飛行士を務めた。フェイは第一次世界大戦での功績により、海軍十字章を受章した。第一次世界大戦後、フェイはワシントンD.C.に戻り、弁護士業を営んだ。1924年、フェイは家族とともにニューメキシコ州サンタフェへ移住し、1933年まで弁護士業を続けた。1932年、フェイはサンタフェ市検察官を務めた。
1933年、フェイはワシントンD.C.へ戻り、内務省で法務官第一補佐となった。同年、フェイは石油管理委員会の委員に任ぜられ、1934年から1935年までは同委員長を務めた。フェイは1935年から1940年まで全国労働関係委員会で法務顧問を務め、労働者の権利を確保するために連邦最高裁判所で訴訟を起こした。フェイは1935年の全国労働関係法制定に際しては、最高裁判所での訴訟に関する証言を連邦下院で行った。フェイは1940年までに最高裁判所に18回出廷し、そのうち16回はフェイの主張が全面的に受け入れられた。また残りの2回も、フェイの主張が部分的に受け入れられた。1940年、フェイは司法省で訟務次官補に任命された。
1941年11月、フェイはフランクリン・ルーズベルト大統領からアメリカ合衆国訟務長官に任命された。フェイは訟務長官である間も労働者の権利確保のための活動を継続し、また盗聴の合憲性やアメリカ共産党員の市民権に関する訴訟に関与した。フェイは1945年まで訟務長官として貢献し、最高裁判所で70を超える事件を扱った。第二次世界大戦後はドワイト・アイゼンハワー将軍から占領地帯の軍政評議会で法律部門の監督を依頼され、ドイツへ赴いた。フェイは1946年にドイツから帰国し、国務省で法律顧問に就任した。フェイはまた、1946年にニューヨーク市内で開催された国際連合総会の法律委員会に、合衆国代表として参加した。
1947年、フェイは公職を離れ個人弁護士に復帰した。だが1948年、フェイは合衆国軍の大統領委員会で議長を務めるよう連邦議会から依頼を受け、それを受理した。1949年、フェイはコロンビア特別区巡回区控訴裁判所で裁判官に任命された。フェイは1967年に上級裁判官となり、1979年に死去するまで裁判官を継続した。
1979年9月17日、フェイはワシントンD.C.のジョージタウン大学病院で死去した。フェイの遺体はアーリントン国立墓地に埋葬された。